# Gerichtsbezirk Hermagor
Der Gerichtsbezirk Hermagor ist einer von elf Gerichtsbezirken in Kärnten und ist deckungsgleich mit dem politischen Bezirk Hermagor. Der übergeordnete Gerichtshof ist das Landesgericht Klagenfurt.

## Gemeinden

### Städte
- Hermagor-Pressegger See (6.970)

### Marktgemeinden
- Kötschach-Mauthen (3.341)

### Gemeinden
- Dellach (1.183)
- Gitschtal (1.235)
- Kirchbach (2.492)
- Lesachtal (1.269)
- Sankt Stefan im Gailtal (1.554)

## Geschichte
1977 wurde der Gerichtsbezirk Kötschach (Gemeinden Dellach, Kirchbach, Kötschach-Mauthen und Lesachtal) aufgelöst und die Gemeinden wurden dem Gerichtsbezirk Hermagor zugewiesen.